# Gustav Ernst

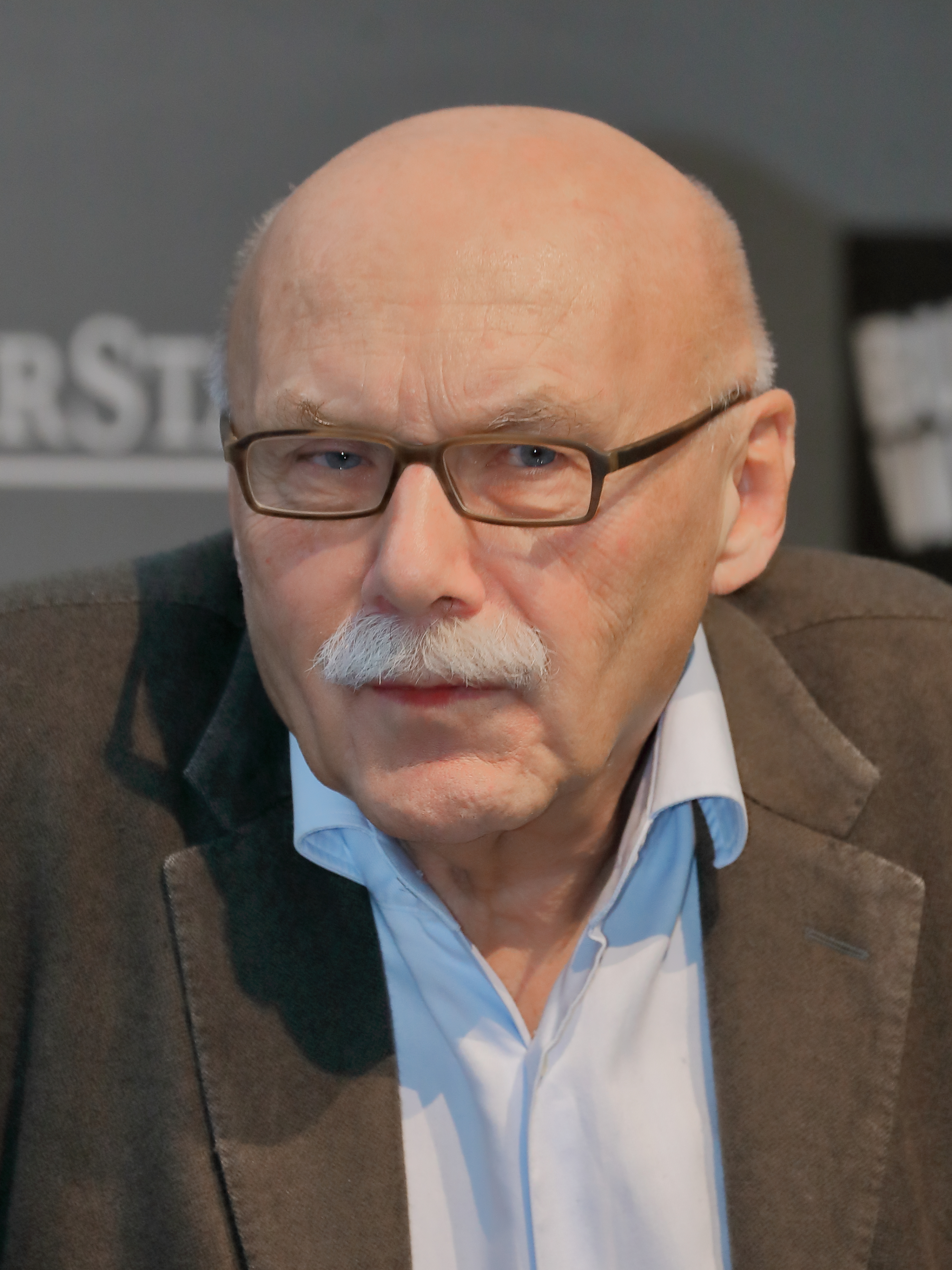
Gustav Ernst (2019)

Gustav Ernst (* 23. August 1944 in Wien) ist ein österreichischer Schriftsteller.

## Leben
Gustav Ernst, geboren und aufgewachsen in Wien, wo er auch heute noch arbeitet und lebt, studierte Philosophie, Psychologie, Geschichte und Germanistik, wechselte jedoch vor Abschluss des Studiums zur Literatur. Ab 1969 arbeitete er als Redakteur und Mitherausgeber für die Literaturzeitschrift Wespennest. 1996 war er Mitbegründer der österreichischen Zeitschrift Kolik, die er seither gemeinsam mit Karin Fleischanderl herausgibt. 1992 bis 2004 war er Obmann des „Drehbuchforums Wien“. Seit 2001 agiert er als Juror bei dem Leondinger Schreibwettbewerb Sprichcode, einem Jugendpreis für Sprache und Fotografie.
Der Beginn seines literarischen Wirkens ist mit dem Erscheinen seines ersten großen Romans "Einsame Klasse", ein Roman über die Auseinandersetzung der Hauptfigur mit politischen Themen und dessen fanatischer Suche nach einer für ihn passenden politischen Richtung, im Jahr 1979 anzusetzen. Doch bereits zuvor erregte er Aufsehen mit seinem 1974 erschienenen Prosaband Am Kehlkopf sowie seinem Theaterstück Ein irrer Hass im Jahr 1977, welches 1979 im Theater am Turm in Frankfurt am Main uraufgeführt und erst einige Jahre später, ab 1983, auch auf den Bühnen Österreichs gespielt wurde.
Mit dem Hauptanliegen, Kritik an den verkrusteten gesellschaftlichen Verhältnissen und deren Veränderung zu üben, zu provozieren und dabei reale Ereignisse künstlerisch darzustellen, greift Ernst vor allem zurück auf Prosa und Theaterstücke und bedient sich dabei häufig an einer bisweilen höchst außergewöhnlichen Sprache: Die satirische Gesellschaftskritik wird mitunter mit Beschimpfungen, Fäkalausdrücken und einer derben Wienerischen Ausdrucksweise angereichert und somit verstärkt. Häufig wird die Sprache der Figuren vor allem geprägt durch Wut, Zorn und Sexualität.
Seit Beginn der 1980er Jahre stehen insbesondere dramatische Arbeiten sowie Drehbücher für Fernsehspiele und Spielfilme im Mittelpunkt seines Schaffens. Bereits Gustav Ernsts erster Spielfilm "Exit … Nur keine Panik"  (1980) zusammen mit Regisseur Franz Novotny, war ein ungemeiner Erfolg.
Gemeinsam mit Karin Fleischanderl begründete Gustav Ernst 2009 den Johann-Beer-Literaturpreis und leitet seit dem Jahr 2005 die Leondinger Akademie für Literatur.
Gustav Ernst zählt zu den Mitgliedern der Grazer Autorenversammlung. Neben diversen Autorenstipendien erhielt er auch eine Vielzahl an Preisen, wie u. a. das Nachwuchsstipendium für Literatur des BMfUK (1974), den Preis der Frankfurter Autorenstiftung (1979), den Förderungspreis des BMfUK für Drama (1980), das Elias Canetti-Stipendium der Stadt Wien (gemeinsam mit Liesl Ujvary und Peter Henisch, 1998) sowie den Preis der Stadt Wien für Literatur (2013).

## Werke
- Plünderung, Wien 1970
- Am Kehlkopf, Berlin 1974
- Ein irrer Haß, Frankfurt am Main 1977
- Einsame Klasse, Königstein/Ts. 1979
- Tausend Rosen, Frankfurt am Main 1986
- Frühling in der Via Condotti, Wien [u. a.] 1987
- Herzgruft, Wien [u. a.] 1988
- Mit mir nicht, Frankfurt am Main 1991
- Blutbad, Frankfurt am Main 1992
- Ein Volksfreund, Wien 1994
- Herz ist Trumpf, Frankfurt am Main 1994
- Casino, Wien 1997
- Faust, Wien 1997
- Trennungen, Wien [u. a.] 2000
- Die Frau des Kanzlers, Wien 2002
- Lulu, Wien 2003
- Blutbad, Strip und tausend Rosen, Wien 2004
- Grado, Wien 2004
- Tollhaus, Wien 2007
- Allegretto, Theater i.d. Drachengasse, Wien 2009
- Beste Beziehungen. Haymon-Verlag, Innsbruck/Wien 2011, ISBN 978-3-85218-677-1
- Grundlsee, Wien 2013
- Zur unmöglichen Aussicht, Innsbruck 2015
- Betriebsstörung, Wien, 2021
- Die Glückseligen, Wien, 2024

## Herausgeberschaft
- Literatur in Österreich, Berlin 1979 (zusammen mit Klaus Wagenbach)
- In memoriam Heinz Knienieder, Wien 1987 (zusammen mit Franz Schuh)
- Wespennest, Wien [u. a.] 1989
- Drehbuch schreiben, Wien [u. a.] 1990 (zusammen mit Thomas Pluch)
- Drehort Schreibtisch, Wien [u. a.] 1992
- Nahaufnahmen, Wien [u. a.] 1992 (zusammen mit Gerhard Schedl)
- Film-Kritik schreiben, Wien [u. a.] 1993
- Sprache im Film, Wien 1994
- Autorenfilm – Filmautoren, Wien 1996
- Zeit, Wien 1999
- Zum Glück gibt’s Österreich, Berlin 2003 (gemeinsam mit Karin Fleischanderl)
- Kolik. Zeitschrift für Literatur, Wien seit 1997 (gemeinsam mit Karin Fleischanderl)